# Орловка (Саянский район)
Орловка — деревня в Саянском районе Красноярского края. Входит в состав Кулижниковского сельсовета.

## История
Основана в 1909 году. В 1926 году состояла из 111 хозяйств, основное население — русские. Центр Орловского сельсовета Агинского района Канского округа Сибирского края.

## Население
| 1926 | 2010 |
| ---- | ---- |
| 672  | ↘144 |